# Svita (muzika)
Svita (francuski suite, od suivre = nizati, ređati) je jedna od najstarijih i uz sonatu najvažnijih višestavačkih formi instrumentalne solističke i orkestrske muzike. To je termin iz muzike, za grupu nezavisnih instrumentalnih stavaka različitog karaktera, najčešće u istom tonalitetu.
Svita je žanr instrumentalne muzike, koji se sastoji od nekoliko samostalnih stavaka (4-5 i više), najčešće plesnog karaktera, poređanih u celinu po principu kontrasta. Plesovi su različita tipa, tempa i mere, ali u međusobnom kontrastovanju stavaka nije tako suštinski izražena suprotnost kao između stavaka klasične sonate.
Generalno se može reći da se svita može uporediti sa serijom slika, dok sonata predstavlja ciklus dramskih scena.

## Karakteristika
Tokom 17. i 18. veka, u vreme svog baroknog vrhunca, svita se sastojala uglavnom od plesnih stavaka.
U 19. i 20. veku taj termin se počeo koristiti puno šire i uopštenije, za razne skupove instrumentalnih muzičkih formi, najčešće manjih od sonata, priređenih za koncert ili neke druge scenske predstave.
Primeri za to su: Mendelsonova muzika za Šekspirov San letnje noći (komponovana 1843), Bizeova svita Arlesien (komponovana 1872) i muzika za balete, kao što je svita iz Ščelkunčika Petra Iljiča Čajkovskog iz 1892. i svite Igora Stravinskog za Žar-pticu 1911, 1919, 1945)

## Istorija
Svita je nastala širenjem mode dvorskih plesova od 14 do 16. veka, kao kombinacija od dva različita plesa; kao; 
pavane - galliard ili basse danse - saltarello.
Često se ista melodijska tema obrađivala u drukčijem metru i tempu u dva plesna stavka. U 16 i 17. veku nemački kompozitori često bi nanizali po tri ili četiri plesna stavka u jedinstveni muzički entitet, rani primer tog je - Bančeto muzikale Johana Šejna (objavljen 1617), kao kolekcija svita od pet plesnih stavaka za pet viola.
U Francuskoj je bio trend komponovanja svita za solo lautu ili klavijature kao kolekciju od 17 do 18 komada, gotovo uvek plesnih, u istom tonalitetu. Francuski kompozitori su postepeno transformisali plesne stavke u elegantne, prefinjene kompozicije, a za pojedine plesne žanrove razvili posebne muzičke karakteristike. Najčešće su ih nazivali maštovitim imenima, kao - ordres.
Početkom 18. veka četiri tipa plesa postala su standarni stavci svite; allemande (nemački ples), courante (francuski ples), sarabanda španjolski ples) i gigue (engleski ples), i to upravo tim redom. Taj bazični tip rasporeda stavaka razvio se u Nemačkoj krajem 17. veka, nakon što je Johan Jakob Froberger počeo da uvrštava i engleski - žigu pre ili posle kuranta, umesto dotad uobičajenog nemačkog rasporeda; alemanda, kurant, sarabanda. Izdavač Froberger je kasnije reorganizovao redosled plessnih stavaka koji je postao standard.
Pojavom galantonog stila (galanteries) sredinom 18. veka, počeli su se uvrštavati dodatni plesovi, kao što gavote, bourrée i menuet, pa čak i arije koje više nisu imale nikakve veze sa plesom. To je tad postalo uobičajeno, isto kao i različiti nazivi za uvodni stavak; preludijum, uvertira, fantazia, sinfonija. Primeri takvog proširenja od četiri bazna plesa u solo svite su Bahove; engleske svite, francuske svite i partite (partita je tada bio uobičajeni nemački naziv za - svitu).
Izvan Francuske i Nemačke raspored i izbor plesnih stavaka nije bio toliko standardiziran. U Italiji se svita za kamerni orkestar uobičajeno zvala - sonata da camera.
U Nemačkoj se krajem 17. i početkom 18. veka, razvio još jedan tip svite, u koju su uvrštavani novi moderniji plesovi, a ne četiri tradicionalne vrste plesa, koji su postali previše prefinjeni. Počinjali su sa uvertirama u francuskom stilu, pa su ih često zvali - ouvertures. Primeri tog fleksibilnijeg pristupa su svite Georga Mufata iz njegova dva Florilegiuma (1695, 1698), Bahove četiri overture za orkestar i Hendlova „Muzika na vodi” (1717) i „Muzika za kraljev vatromet” (1749).

## Forma plesa barokne svite
Većina plesova koji čine baroknu svita ima baroknu dvodelnu forum. Celi stavak je tematski homogen, dakle drugi deo ne nosi nikakav novi tematski materijal (monotematičnost je takođe jedna od bitnih karakteristika barokne muzike, i u ostalim baroknim oblicima). Oba dela su približno iste dužine, i oba se dela ponavljaju.
Tonalni je plan svitnog stavka vrlo jasan i pregledan:
a b
||: T - D :|| ||: D - T :||
U prvom delu počinje se sa toničkim tonalitetom, pa se modulira u dominantni. U drugom delu počinje se tonalitetom u dominanti pa se vraća u toniku. Ako je osnovni tonalitet molski, može se modulisati u dominantni mol ili paralelni dur
Kod većine plesova susreće se tematsko podudaranje završetaka oba dela. U nekim slučajevima drugi deo može biti dvostruko duži od prvog (sarabande), pa se tu tematski može govoriti već o trodelnoj pesmi (forme a-b-a ili a-b-c) iz čega se razvija sonatni oblik.

## Svite u romantizmu
U romantizmu došlo je do procvata komponovanja svite. Komponovale su se uz muziku iz opera, scenske muzike ili baleta, kao svita „San letnje noći”" Feliksa Mendelsona. Svite više nemaju plesne stavke kao u baroku, nego programne naslove (kod svite „San letnje noći” su stavci: Šerzo, Nokturno i Svadbeni marš). Svitama su se proslavili Žorž Bize (dve svite „Karmen” i dve svite „Arležanka”), Petar Iljič Čajkovski („Labudovo jezero”, „Trnoružica” i „Orašar”), Edvard Grig (dve svite „Pir Gint”), Modest Petrovič Musorgski („Slike sa izložbe”), Nikolaj Rimski Korsakov („Šeherezada”) i Kamij Sen-Sans („Karneval životinja”).

## Literatura
- Anon. (2015). "College of William and Mary: Assistant Professor of Music, Theory and Composition (Tenure Eligible)". Job Listings, MTO (accessed 10 August 2015).
- Avison, Charles (1752). An Essay on Musical Expression. London: C. Davis.
- Benward, Bruce, and Marilyn Nadine Saker Music in Theory and Practice. 2009. ISBN 978-0-07-310188-0., eighth edition, vol. 2. Boston: McGraw-Hill. .
- Bernard, Jonathan (1981). "Pitch/Register in the Music of Edgar Varèse." Music Theory Spectrum 3: 1–25.
- Boethius, Anicius Manlius Severinus Fundamentals of Music. 1989. ISBN 978-0-300-03943-6., translated and edited by Claude V. Palisca. New Haven and London: Yale University Press /
- Bregman, Albert Auditory Scene Analysis: The Perceptual Organization of Sound. Cambridge: MIT Press. 1994. ISBN 0-262-52195-4.. .
- Castan, Gerd (2009). "Musical Notation Codes". Music-Notation.info (Accessed 1 May 2010).
- Davies, Stephen Musical Meaning and Expression. Ithaca: Cornell University Press. 1994. ISBN 978-0-8014-8151-2.. .
- d'Errico, Francesco, Christopher Henshilwood, Graeme Lawson, Marian Vanhaeren, Anne-Marie Tillier, Marie Soressi, Frederique Bresson, Bruno Maureille, April Nowell, Joseba Lakarra, Lucinda Backwell, Michele Julien (2003). "Archaeological Evidence for the Emergence of Language, Symbolism, and Music – An Alternative Multidisciplinary Perspective". Journal of World Prehistory 17, no. 1 (March): 1–70.
- d'Erlanger, Rodolphe (ed. and trans.) (1930–56). La Musique arabe, six volumes. Paris: P. Geuthner.
- Despopoulos, Agamemnon, and Stefan Silbernagl Color Atlas of Physiology. 2003. ISBN 3-13-545005-8., fifth edition. New York and Stuttgart: Thieme. .
- Dietrich, Manfred; Oswald Loretz (1975). „Kollationen zum Musiktext aus Ugarit”. Ugarit-Forschungen. 7: 521—22.
- Dunsby, Jonathan; Stopford, John (1981). „The Case for a Schenkerian Semiotic”. Music Theory Spectrum. 3: 49—53. JSTOR 746133. doi:10.2307/746133.
- Forsyth, Cecil Orchestration. 1935. ISBN 0-486-24383-4., second edition. New York: Dover Publications. .
- Gerstner, Karl. Designing Programmes: Four Essays and an Introduction. 1964., with an introduction to the introduction by Paul Gredinger. English version by D. Q. Stephenson. Teufen, Switzerland: Arthur Niggli. Enlarged, new edition 1968.
- Grant, M[orag] J[osephine] Serial Music, Serial Aesthetics: Compositional Theory in Post-War Europe. 2001. ISBN 0-521-80458-2.. Music in the Twentieth Century, Arnold Whittall, general editor. Cambridge and New York: Cambridge University Press. .
- Green, Douglass M. Form in Tonal Music. Fort Worth: Harcourt Brace Jovanovich College Publishers. 1979. ISBN 0-03-020286-8.; New York and London: Holt, Rinehart and Winston. .
- Gross, Clint. „Anasazi Flutes from the Broken Flute Cave”. Flutopedia. Clint Gross, Phd. Приступљено 4. 12. 2014.
- Solis, Ruth Shady; Haas, Jonathan; Creamer, Winifred (2001). „Dating Caral, a Preceramic Site in the Supe Valley on the Central Coast of Peru”. Science. 292 (5517): 723—726. Bibcode:2001Sci...292..723S. PMID 11326098. S2CID 10172918. doi:10.1126/science.1059519.
- Harnsberger, Lindsey C. „Articulation”. Essential Dictionary of Music: Definitions, Composers, Theory, Instrument and Vocal Ranges. 1997. ISBN 0-88284-728-7., second edition. The Essential Dictionary Series. Los Angeles: Alfred Publishing Co. .
- Hartmann, William M. Signals, Sound, and Sensation. 2005. ISBN 1563962837., corrected, fifth printing. Modern Acoustics and Signal Processing. Woodbury, NY: American Institute of Physics; New York: Springer. .
- Houtsma, Adrianus J. M. „Pitch Perception” (PDF). Hearing, Handbook of Perception and Cognition. 1995. ISBN 0125056265., second edition, edited by Brian C.J. Moore, 267–95. San Diego and London. Academic Press. .
- Kivy, Peter The Fine Art of Repetition: Essays in the Philosophy of Music. Cambridge and New York: Cambridge University Press. 1993. ISBN 978-0-521-43462-1. Текст „978-0-521-43598-7” игнорисан (помоћ). (cloth & pbk).
- Kliewer, Vernon (1975). Gary Wittlich, ур. (1975). „Melody: Linear Aspects of Twentieth-Century Music”. Aspects of Twentieth-Century Music. ISBN 0-13-049346-5.. 270–321. Englewood Cliffs, New Jersey: Prentice-Hall. .
- Kostka, Stefan, and Dorothy Payne (2004). Tonal Harmony, fifth edition. New York: McGraw-Hill.
- Estrella, Espie (2012). „The Suite: Baroque Dance Suite”. About.com.
- Fuller, David (2001). „Chambonnières, Jacques Champion, Sieur de”. The New Grove Dictionary of Music and Musicians (second изд.). London: Macmillan Publishers. ISBN 978-1-56159-239-5.

## Spoljašnje veze
- Suite(језик: енглески)